# Milton A. Candler

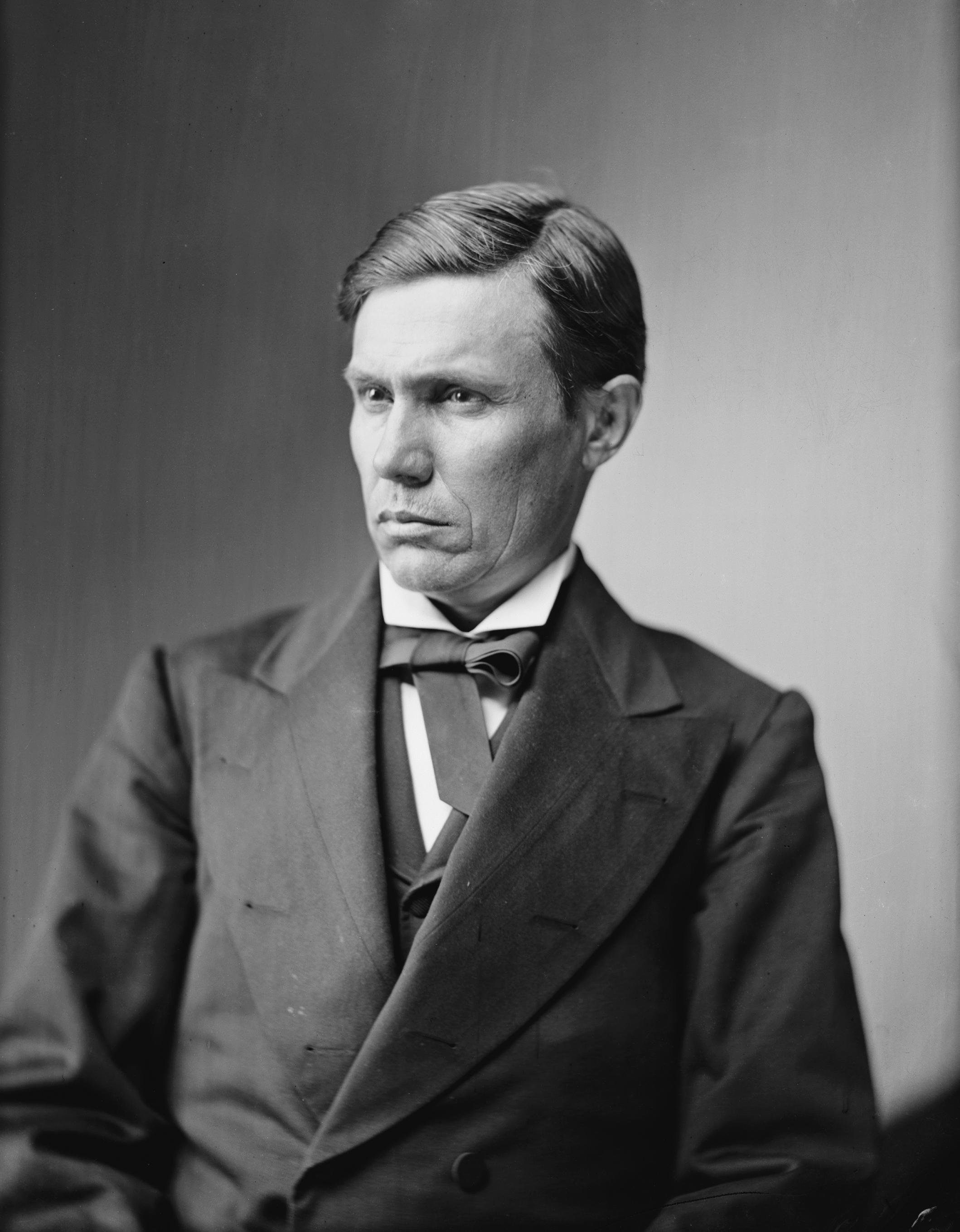
Milton A. Candler

Milton Anthony Candler (* 11. Januar 1837 bei Campbellton, Fulton County, Georgia; † 8. August 1909 in Decatur, Georgia) war ein US-amerikanischer Politiker. Zwischen 1875 und 1879 vertrat er den Bundesstaat Georgia im US-Repräsentantenhaus.

## Werdegang
Milton Candler war ein Onkel von Ezekiel S. Candler (1862–1944), der zwischen 1901 und 1921 Kongressabgeordneter für den Staat Mississippi war. Außerdem war er ein Cousin von Allen D. Candler (1834–1910), der von 1883 bis 1891 für Georgia im Kongress saß und von 1898 bis 1902 als Gouverneur des Staates fungierte.
Candler wurde an privaten Schulen erzogen und studierte danach bis 1854 an der University of Georgia in Athens. Nach einem anschließenden Jurastudium und seiner im Jahr 1856 erfolgten Zulassung als Rechtsanwalt begann er in Cassville in seinem neuen Beruf zu arbeiten. Im Jahr 1857 verlegte er seinen Wohnsitz und seine Kanzlei nach Decatur. Politisch wurde er Mitglied der Demokratischen Partei. Zwischen 1861 und 1863 gehörte er als Abgeordneter dem Repräsentantenhaus von Georgia an. Nach dem Ende des Bürgerkrieges war Candler 1865 Mitglied der Versammlung zur Überarbeitung der Verfassung von Georgia. Zwischen 1868 und 1872 gehörte er dem Staatssenat an. In den Jahren 1872 und 1876 war Candler Delegierter zu den jeweiligen Democratic National Conventions.
Bei den Kongresswahlen des Jahres 1874 wurde Milton Candler im fünften Wahlbezirk von Georgia in das US-Repräsentantenhaus in Washington, D.C. gewählt, wo er am 4. März 1875 die Nachfolge von James C. Freeman antrat. Nach einer Wiederwahl im Jahr 1876 konnte er bis zum 3. März 1879 zwei Legislaturperioden im Kongress absolvieren. Im Jahr 1878 wurde er von seiner Partei erneut nominiert. Candler lehnte die Nominierung aber wegen politischer Differenzen in der Währungsfrage ab. Nach seinem Ausscheiden aus dem US-Repräsentantenhaus zog er aus der Politik zurück. In den folgenden Jahren arbeitete er wieder als Anwalt. Candler starb am 8. August 1909 in Decatur.